# Deutsche Faustballnationalmannschaft der Männer
Die deutsche Faustballnationalmannschaft ist die von den deutschen Nationaltrainern getroffene Auswahl deutscher Faustballspieler. Sie repräsentieren die Deutsche Faustball-Liga auf internationaler Ebene bei Veranstaltungen der European Fistball Association und International Fistball Association.
Bei allen bislang ausgetragenen 16 Weltmeisterschaften erreichte die Mannschaft einen Podestplatz, insgesamt 13 Mal wurde sie davon Weltmeister. Damit ist Deutschland die erfolgreichste Nation im Faustball. Mit dem Titelgewinn 2023 in Mannheim ist das deutsche Team auch aktueller Titelträger.

## Internationale Erfolge

### Weltmeisterschaften
- 1968 in  Österreich: 1. Platz (von 8)
- 1972 in  Deutschland: 1. Platz (von 7)
- 1976 in  Brasilien: 1. Platz (von 6)
- 1979 in der  Schweiz: 1. Platz (von 8)
- 1982 in  Deutschland: 1. Platz (von 8)
- 1986 in  Argentinien: 1. Platz (von 6)
- 1990 in  Österreich: 1. Platz (von 11)
- 1992 in  Chile: 1. Platz (von 10)
- 1995 in  Namibia: 1. Platz (von 10)
- 1999 in der  Schweiz: 2. Platz (von 12)
- 2003 in  Brasilien: 2. Platz (von 10)
- 2007 in  Deutschland: 3. Platz (von 12)
- 2011 in  Österreich: 1. Platz (von 12)
- 2015 in  Argentinien: 1. Platz (von 14)[1]
- 2019 in der  Schweiz: 1. Platz (von 18)
- 2023 in  Deutschland: 1. Platz (von 16)

### World Games
- 1985 in London ( Vereinigtes Königreich): 1. Platz
- 1989 in Karlsruhe ( Deutschland): 1. Platz
- 1993 in Den Haag ( Niederlande): 1. Platz
- 1997 in Lahti ( Finnland): 1. Platz
- 2001 in Akita ( Japan): 3. Platz
- 2005 in Duisburg ( Deutschland): 3. Platz
- 2009 in Kaohsiung ( Taiwan): 4. Platz
- 2013 in Cali ( Kolumbien): 1. Platz
- 2017 in Breslau ( Polen): 1. Platz[2]
- 2022 in Birmingham ( Vereinigte Staaten): 1. Platz[3]

## Team

### Aktueller Kader

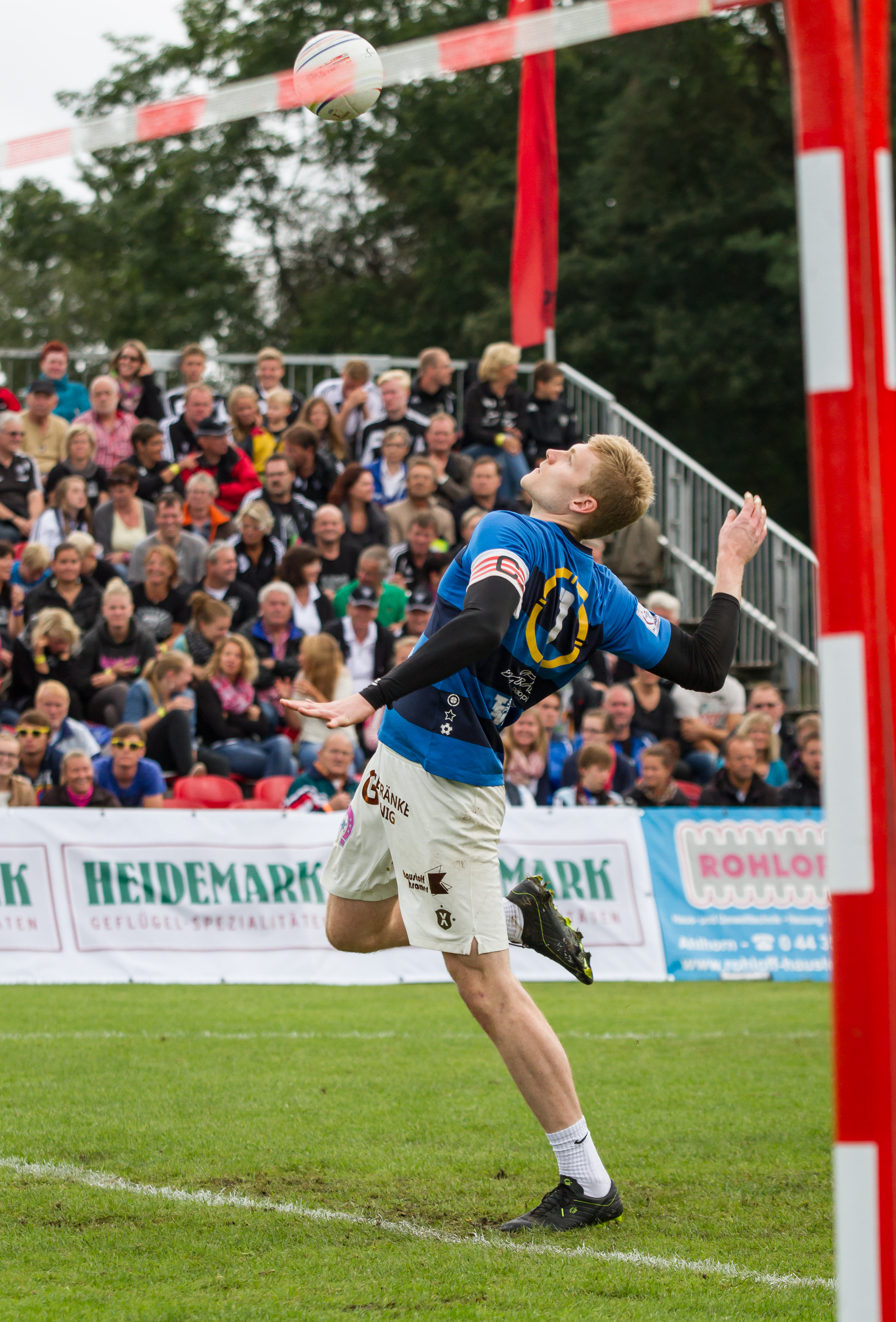
Seit 2010 Angreifer der deutschen Mannschaft: Patrick Thomas

Kader 2019:
| Nr.            | Name              | Verein                   | Debüt   | Erfolge                                                               |         |         |         |
| Angriff        | Angriff           | Angriff                  | Angriff | Angriff                                                               | Angriff | Angriff | Angriff |
| -------------- | ----------------- | ------------------------ | ------- | --------------------------------------------------------------------- | ------- | ------- | ------- |
|                | Patrick Thomas    | TSV Pfungstadt           | 2010    | Weltmeister 2011, 2015 u. 2019, Sieger World-Games 2013, 2017 u. 2022 |         |         |         |
|                | Lukas Schubert    | VfK Berlin               | 2011    | Weltmeister 2011, 2015 u. 2019, Sieger World-Games 2013 u. 2017       |         |         |         |
|                | Steve Schmutzler  | MTV Rosenheim            | 2007    | Weltmeister 2011, 2015 u. 2019, Sieger World-Games 2013 u. 2017       |         |         |         |
|                | Nick Trinemeier   | TV Käfertal              |         | Weltmeister 2015 u. 2019, Sieger World Games 2017 u. 2022             |         |         |         |
| Abwehr/Zuspiel |                   |                          |         |                                                                       |         |         |         |
|                | Fabian Sagstetter | TV Schweinfurt-Oberndorf | 2009    | Weltmeister 2011, 2015 u. 2019, Sieger World-Games 2013, 2017 u. 2022 |         |         |         |
|                | Ajith Fernando    | TSV Pfungstadt           | 2010    | Weltmeister 2015 u. 2019, Sieger World-Games 2013 u. 2017             |         |         |         |
|                | Tim Albrecht      | Ahlhorner SV             | 2009    | Weltmeister 2019, Sieger World Games 2013, 2017 u. 2022               |         |         |         |
|                | Oliver Späth      | TSV Pfungstadt           |         | Weltmeister 2019, Sieger World-Games 2017                             |         |         |         |
|                | Jonas Schröter    | TV Wünschmichelbach      |         | Weltmeister 2019, Sieger World Games 2022                             |         |         |         |
|                | Sebastian Thomas  | TSV Pfungstadt           |         | Weltmeister 2015 u. 2019, Sieger World-Games 2017                     |         |         |         |

### Trainerstab
| Name                 | Funktion          |
| -------------------- | ----------------- |
| Olaf Neuenfeld       | Bundestrainer     |
| Chris Löwe           | Co-Trainer        |
| Andreas Schmitz      | Mannschaftsarzt   |
| Willi Meyer-Weichelt | Physiotherapeut   |
| Ralf Klein           | Teammanager       |
| Harald Muckenfuß     | Delegationsleiter |

## Männer-Bundestrainer seit 1989
| Name             | von  | bis  | Anmerkungen, Erfolge                                                   |
| ---------------- | ---- | ---- | ---------------------------------------------------------------------- |
| Klaus Eggers     | 1989 | 1995 | Weltmeister 1990, 1992 & 1995                                          |
| Harald Muckenfuß | 1996 | 1999 | Vizeweltmeister 1999                                                   |
| Udo Schulz       | 2000 | 2005 | Vizeweltmeister 2003                                                   |
| Olaf Neuenfeld   | 2006 |      | Weltmeister 2011, 2015 und 2019. Sieger World-Games 2013, 2017 u. 2022 |